# The town: Ciutat de lladres
The town: Ciutat de lladres (títol original en anglès, The Town) és una pel·lícula estatunidenca de Ben Affleck estrenada el setembre 2010. És l'adaptació de la novel·la Prince of Thieves de Chuck Hogan. Aquesta pel·lícula ha estat doblada i subtitulada al català.

## Argument
Cada any tenen lloc més de 300 atracaments a bancs a Boston. La majoria dels atracadors "professionals" viuen en un barri d'1,6 km²; anomenat Charlestown. Doug MacRay (Ben Affleck) forma part del grup, però, contràriament als altres, hauria pogut escapar al seu destí negant-se a seguir l'exemple d'un pare criminal. En lloc de fer-ho, es converteix en el cap d'una banda dura que es vanta de fer els cops sense vessar sang. Aquesta banda constitueix la seva única família; el seu "germà" és l'irascible i impulsiu Jem (Jeremy Renner). Tot canvia el dia en què Jem agafa com a ostatge una directora de banc, Claire Keesey (Rebecca Hall). Quan descobreixen que viu a Charlestown, Jem s'inquieta per si els pot reconèixer. Sabent que el seu còmplice és capaç de tot, Doug agafa les regnes de l'assumpte. Entra en contacte amb Claire, que no sospita que aquest seductor desconegut, conegut "per casualitat", és un dels gàngsters.

## Repartiment
- Ben Affleck: Doug MacRay
- Rebecca Hall: Claire Keesey
- Jon Hamm: Adam Frawley
- Jeremy Renner: James Coughlin
- Blake Lively: Krista Coughlin
- Owen Burke: Desmond Elden
- Titus Welliver: Dino Ciampa
- Pete Postlethwaite: Fergus "Fergie" Colm
- Chris Cooper: Stephen MacRay
- Slaine: Albert 'Gloansy' Magloan
- Victor Garber: un ostatge durant el 1r robatori

## Al voltant de la pel·lícula
- 'Va ser l'última pel·lícula de Pete Postlethwaite.
- Victor Garber, que encarna un dels ostatges del primer atracament, va presidir la celebració del matrimoni de Ben Affleck i Jennifer Garner. Cal destacar que Garber ha interpretat el paper del pare de Jennifer Garner en la sèrie Àlies.

## Preestrena
La pel·lícula es va presentar fora de competició al Festival Internacional de Cinema de Venècia 2010 i al Festival Internacional de Cinema de Toronto.

## Rebuda
L'obra va obtenir crítiques elogioses als Estats Units d'Amèrica amb un 94% de crítiques favorables a Rotten Tomatoes i una mitjana de 74 sobre 100 a Metacritic.

## Premis i nominacions
Nominacions
- 2011: Oscar al millor actor secundari per a Jeremy Renner
- 2011: Globus d'Or al millor actor secundari per a Jeremy Renner
- 2011: BAFTA al millor actor secundari per a Pete Postlethwaite